# Gebr. Heinemann
Gebr. Heinemann SE & Co. KG er en Hamborg-baseret grossist og detailhandelsesvirksomhed indenfor det internationale rejsemarked. Gebr. Heinemann driver forretning i 90 lande og har 500 egne duty-free-butikker, hvoraf 340 er i lufthavne.

## Historie
Gebr. Heinemann blev etableret i Hamburg 1. november 1879 af Heinrich Christian Carl Heinemann og hans bror Carl Friedrich Eduard Heinemann. Brødrene begyndte at handle duty- og tax-free varer engros. Fokus var på skibshandel og shipping-virksomheder.